# Khu bảo tồn thiên nhiên Pechora-Ilych
Khu bảo tồn thiên nhiên Pechora-Ilych (tiếng Nga: Печоро-Илычский заповедник là một khu bảo tồn thiên nhiên nằm ở nước Cộng hòa Komi, Nga. Nó có diện tích 7.213 km vuông và là vùng lõi của Di sản thế giới Rừng nguyên sinh Komi đã được UNESCO công nhận vào năm 1995.

## Vị trí
Khu bảo tồn nằm ở góc đông nam của cộng hòa Komi, thuộc huyện Troitsko-Pechorsky. Nó nằm trên sườn phía tây của Dãy núi Ural, khu vực lân cận là đồi núi thấp và đồng bằng. Tên của nó được lấy từ con sông chảy qua khu vực là sông Pechora cùng với phụ lưu của nó là sông Ilych.

## Lịch sử
Ý tưởng về việc thành lập một khu bảo tồn thiên nhiên ở thượng nguồn sông Pechora như là nhằm bảo tồn loài Chồn zibelin đã được đề xuất vào năm 1915 bởi S. T. Nat, Giám đốc Lâm nghiệp Guberniya Vologda. Khu bảo tồn sau đó được thành lập vào ngày 4 tháng 5 năm 1930 với diện tích ban đầu là 11.350 km vuông. Ranh giới của nó sau đó đã được điều chỉnh vào ngày 30 tháng 7 năm 1931.
Trụ sở chính của khu bảo tồn ban đầu được xây dựng tại làng Ust-Ilych, tại nơi Ilych đổ vào Pechora. Để đến được đó là cực kỳ khó khăn nên vào năm 1935 nó đã được chuyển đến Yaksha nằm ở thượng nguồn Pechora nhưng gần với lưu vực của sông Kama hơn, từ đó có thể dễ dàng đi lại với thế giới bên ngoài.
Năm 1951, khu dự trữ bị thu hẹp đáng kể khi chỉ còn 930 km² nhưng sau đó đã tăng lên thành 7.213 km² vào năm 1959 nhưng nó đã không tiếp giáp với phần đất thấp gần Yaksha đã được tách ra so với vùng núi cao. Để bảo vệ được tốt hơn thì vào năm 1973, một vùng đệm 324 km² đã được hình thành bên ngoài vùng lõi khu bảo tồn và sau đó được tăng lên thêm 330 km² vào năm 1984. Đến năm 1986, Khu bảo tồn thiên nhiên Pechora-Ilych đã được UNESCO công nhận như là một Khu dự trữ sinh quyển của thế giới.
Năm 1995, khu vực rộng lớn diện tích rừng bao gồm cả Khu bảo tồn thiên nhiên Pechora-Ilych và Vườn quốc gia Yugyd Va ở phía bắc đã được công nhận bởi UNESCO như là một Di sản thế giới với tên gọi chung là Rừng nguyên sinh Komi.

## Cảnh quan và thực vật
Khu bảo tồn được chia thành 5 khu vực tự nhiên, đó là:
- Vùng đất thấp của Pechora: bao gồm các loài thông rừng, thông đầm lầy, rêu đầm lầy. Có một vài khu rừng vân sam trong khu vực này và một đầm lầy than bùn có diện tích khoảng 3 km².
- Khu vực chân núi bao gồm các loài thực vật ưa bóng mát bao gồm Vân sam Siberi, Thông Siberi và Linh sam Siberi. Tại đây phong phú đầm lầy nhưng không có đầm lầy rêu.
- Vùng thấp Thượng Ilych: Khu vực được bao quanh bởi dãy Ural và có khí hậu vô cùng khắc nghiệt. Tại đây, rừng phát triển chậm với rừng Taiga
- Vùng núi Ural: Là khu vực có cảnh quan đa dạng nhất bao gồm các khu rừng vân sam và linh sam ở độ cao 300-350 mét. Cao hơn một chút, ở độ cao 600 mét là nơi vành đai rừng phụ núi cao, nơi vân sam và linh sam được thay thế bởi rừng bạch dương và đồng cỏ. Khu vực cao hơn là sự xuất hiện của đồng cỏ núi cao và sau đó là lãnh nguyên.
- Thung lũng của sông Pechora, Ilych và các lưu vực của nó.

## Động vật
Khu bảo tồn là nơi rất dồi dào các loài động vật hoang dã bao gồm Nai sừng tấm Á-Âu, Hải ly, Sóc, Chồn thông châu Âu. Chồn zibelin được tìm thấy ở các khu vực rừng chân núi. Tuần lộc là loài gần như đã biến mất sau khi môi trường sống của chúng là những cánh rừng thông biến mất vào năm 1951.
Các loài săn mồi lớn phải kể đến Gấu nâu, Sói, Chồn sói. Có 10 loài thuộc Họ Chồn đã được tìm thấy, từ loài lớn nhất là Chồn sói cho đến loài có kích thước nhỏ bé như Triết bụng trắng. Các loài khác bao gồm Chồn ecmin, Chồn nâu châu Mỹ, Chồn nâu châu Âu, Chồn thông châu Âu, Chồn zibelin, Triết Siberia.

## Nghiên cứu
Trong những năm qua, nhiều nghiên cứu khoa học về các lĩnh vực sinh học, sinh thái học đã được tiến hành tại khu bảo tồn. Đề tài nghiên cứu đa dạng từ Kiến, Sóc cho đến cả Cá. Nai sừng tấm là một chủ đề đặc biệt quan trọng trong khu bảo tồn, trong đó có hoạt động thuần dưỡng chúng và nuôi lấy thịt.